# Paśnik (Dolina Będkowska)
Paśnik – skała w prawych zboczach górnej części Doliny Będkowskiej na Wyżynie Krakowsko-Częstochowskiej. Znajduje się w porośniętym lasem pagórze Jedlina, na wprost Grodziska (pomiędzy nimi jest droga asfaltowa), w obrębie wsi Jerzmanowice w województwie małopolskim, w powiecie krakowskim, w gminie Jerzmanowice-Przeginia.
Jest to niedawno przez wspinaczy skalnych dostrzeżona i przystosowana do wspinaczki skała. Zbudowana jest z wapieni, ma wysokość 8 m, ściany pionowe lub połogie. W 2016 roku poprowadzono na niej 3 drogi wspinaczkowe o trudności od VI do VI.2 w skali polskiej. Na wszystkich zamontowano stałe punkty asekuracyjne w postaci ringów (r) i stanowisko zjazdowe (st).
Około 60 m na południowy wschód od Paśnika na Jedlinie znajduje się druga skała wspinaczkowa – Turnia Skwira.

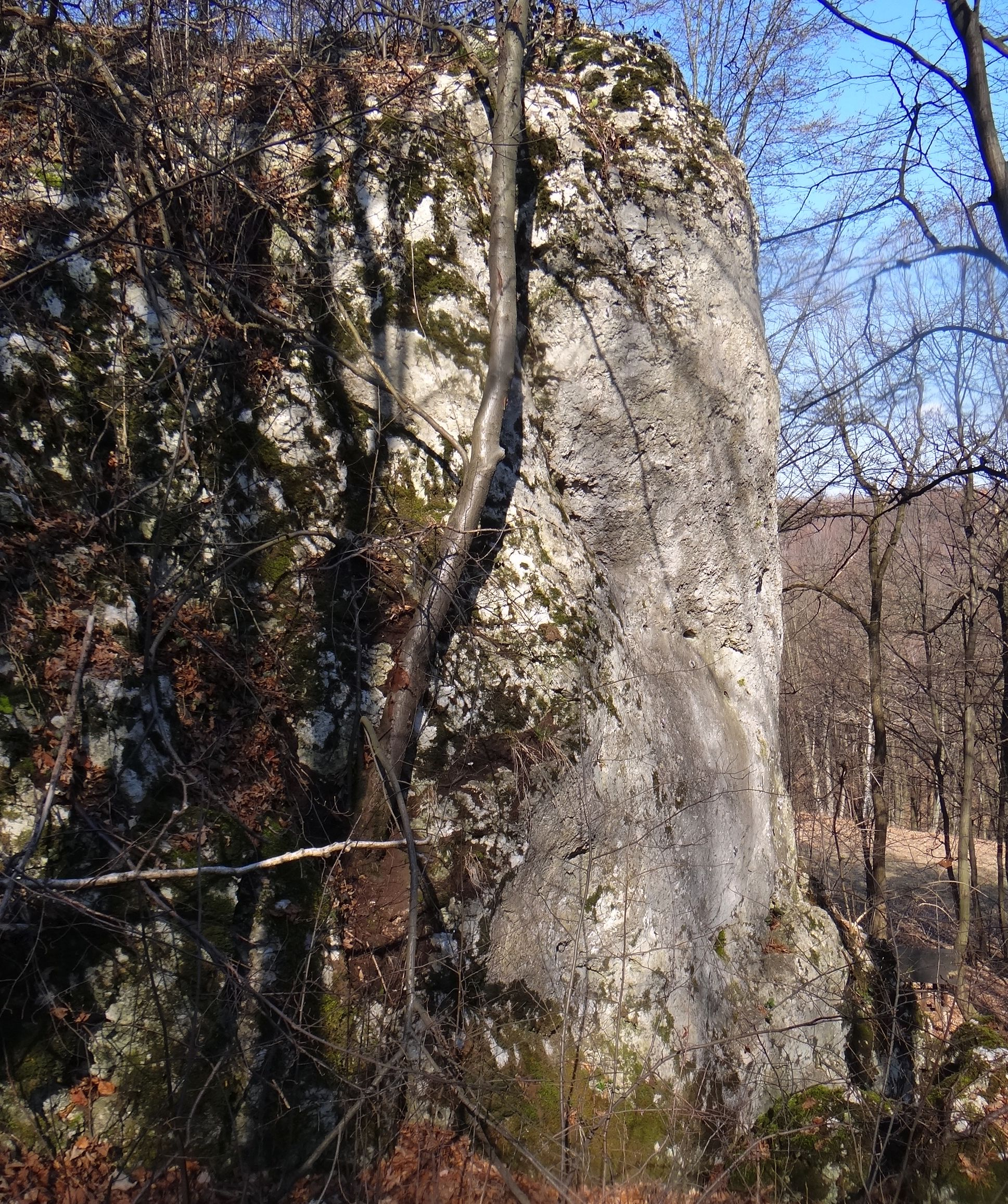
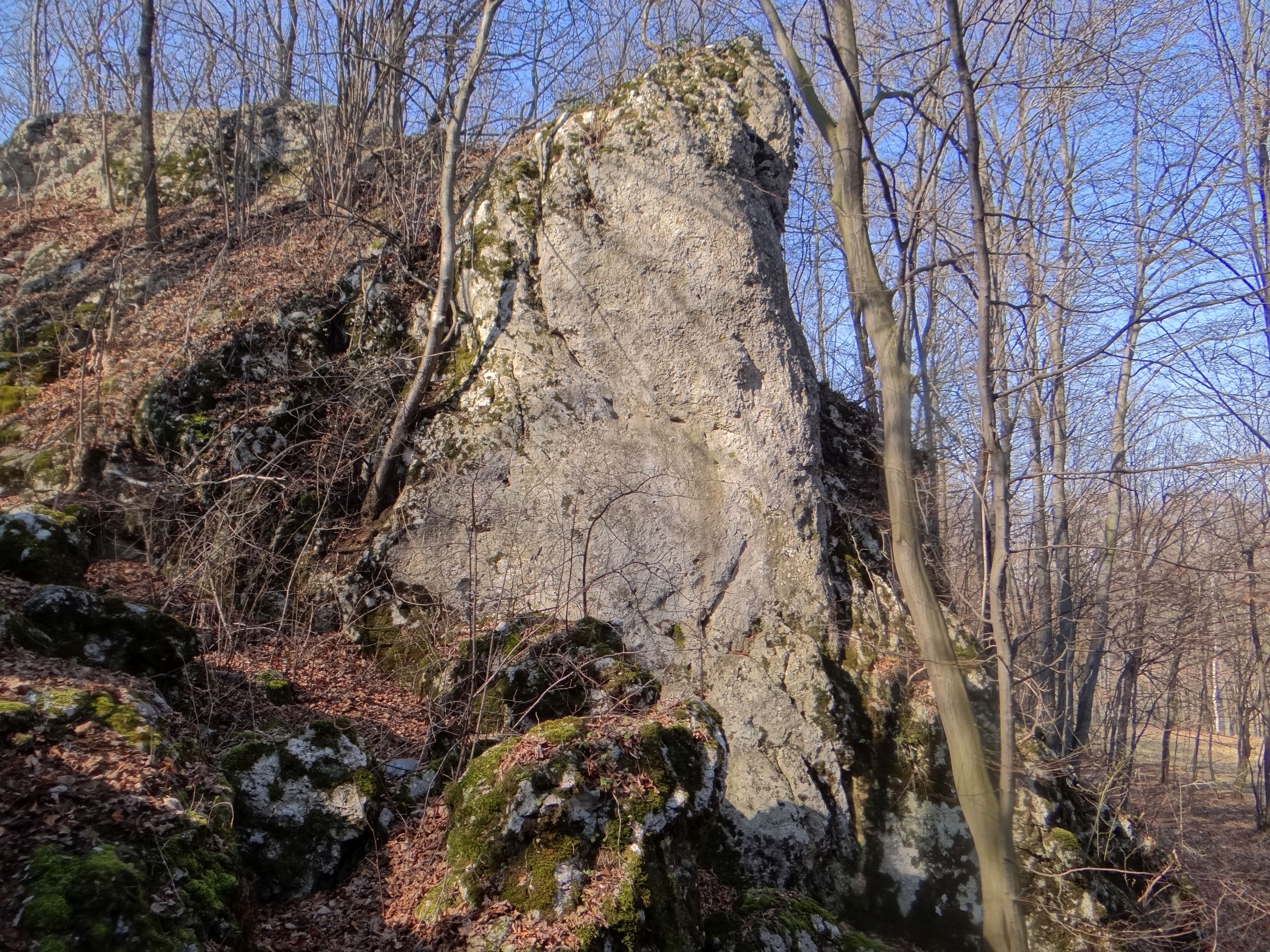
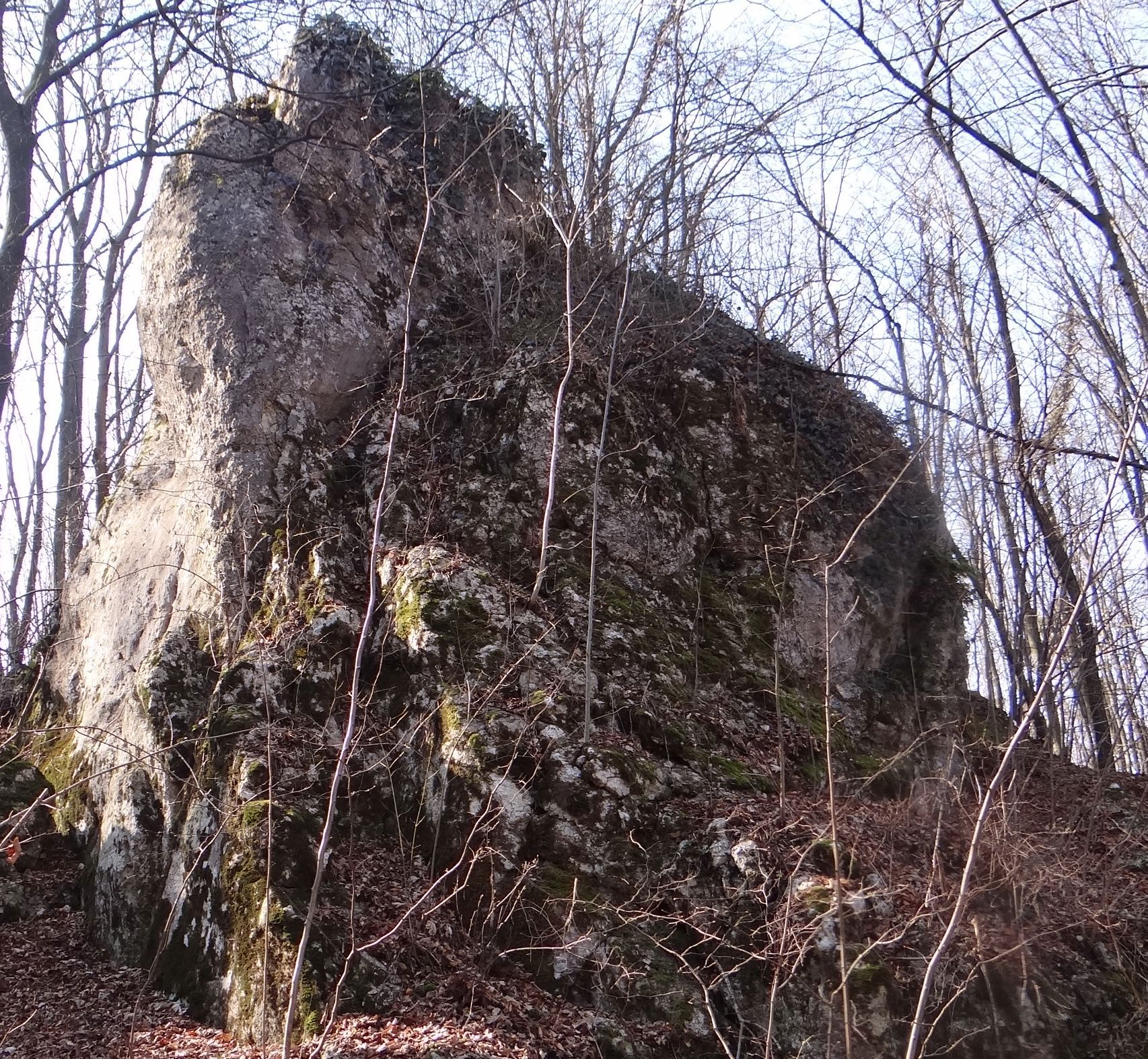

## Drogi wspinaczkowe
1. Paś się!; VI.1, 4r + st, 8 m
2. Chałapaśnik; VI.2, 3r + st, 8 m
3. Respektuj bluszcza; VI, 3r + st, 8 m[1]